# Дебелка Дмитро Володимирович
Дмитро Володимирович Дебелка (1 січня 1976 , Мінськ  — 24 лютого 2022 , Мінськ ) — білоруський борець греко-римського стилю, бронзовий призер Олімпійських ігор. Заслужений майстер спорту Республіки Білорусь з греко-римської боротьби.

## Життєпис
Боротьбою почав займатися з 1978 року. Чемпіон світу 1994 року серед юніорів, чемпіон світу 1995 року серед молоді.
Виступав за Спортивний клуб армії, Мінськ. Тренер — Володимир Концевенко.
Закінчив Академію фізичного виховання і спорту (нині Білоруський державний університет фізичної культури). Дворазовий чемпіон (1996, 1997) та срібний призер чемпіонатів світу серед студентів.
На літніх Олімпійських іграх 2000 року в Сіднеї зазнав єдиної поразки (за вихід у фінал) від найкращого борця греко-римського стилю XX століття, триразового олімпійського чемпіона, дев'ятиразового чемпіона світу росіянина Олександра Кареліна, який у фіналі тієї Олімпіади зазнав єдиної у кар'єрі поразки на міжнародній арені від американця Рулона Гарднера.
У 2003 році у Дмитра Дебелки було виявлено гломерулонефрит, через що він не зміг взяти участь в літніх Олімпійських іграх 2004 року. У 2006 році йому була зроблена операція з трансплантації нирки.
Після завершення спортивної кар'єри декілька років займався дрібним бізнесом, але зрозумів, що це не його справа, орендував зал і почав тренувати хлопчиків від семи років.

## Спортивні результати на міжнародних змаганнях

### Виступи на Олімпіадах
| Змагання                    | Збірна   | Вагова категорія                  | Місце  |
| --------------------------- | -------- | --------------------------------- | ------ |
| Літні Олімпійські ігри 2000 | Білорусь | греко-римська боротьба, до 130 кг | Бронза |

### Виступи на Чемпіонатах світу
| Змагання                        | Збірна   | Вагова категорія                  | Місце |
| ------------------------------- | -------- | --------------------------------- | ----- |
| Чемпіонат світу з боротьби 1994 | Білорусь | греко-римська боротьба, до 130 кг | 16    |
| Чемпіонат світу з боротьби 1995 | Білорусь | греко-римська боротьба, до 130 кг | 13    |
| Чемпіонат світу з боротьби 1999 | Білорусь | греко-римська боротьба, до 130 кг | 16    |
| Чемпіонат світу з боротьби 2001 | Білорусь | греко-римська боротьба, до 130 кг | 13    |
| Чемпіонат світу з боротьби 2002 | Білорусь | греко-римська боротьба, до 120 кг | 16    |
| Чемпіонат світу з боротьби 2003 | Білорусь | греко-римська боротьба, до 120 кг | 11    |

### Виступи на Чемпіонатах Європи
| Змагання                         | Збірна   | Вагова категорія                  | Місце |
| -------------------------------- | -------- | --------------------------------- | ----- |
| Чемпіонат Європи з боротьби 1994 | Білорусь | греко-римська боротьба, до 130 кг | 9     |
| Чемпіонат Європи з боротьби 1996 | Білорусь | греко-римська боротьба, до 130 кг | 11    |
| Чемпіонат Європи з боротьби 1998 | Білорусь | греко-римська боротьба, до 130 кг | 5     |
| Чемпіонат Європи з боротьби 1999 | Білорусь | греко-римська боротьба, до 130 кг | 6     |
| Чемпіонат Європи з боротьби 2000 | Білорусь | греко-римська боротьба, до 130 кг | 11    |
| Чемпіонат Європи з боротьби 2002 | Білорусь | греко-римська боротьба, до 120 кг | 11    |
| Чемпіонат Європи з боротьби 2003 | Білорусь | греко-римська боротьба, до 120 кг | 5     |

### Виступи на інших змаганнях
| Змагання                                                             | Збірна   | Вагова категорія                  | Місце  |
| -------------------------------------------------------------------- | -------- | --------------------------------- | ------ |
| Чемпіонат світу з боротьби серед студентів 1996                      | Білорусь | греко-римська боротьба, до 130 кг | Золото |
| Чемпіонат світу з боротьби серед студентів 1997                      | Білорусь | греко-римська боротьба, до 130 кг | Золото |
| Ігри Балтійського моря 1997                                          | Білорусь | греко-римська боротьба, до 125 кг | Срібло |
| Тестовий турнір FILA 1998                                            | Білорусь | греко-римська боротьба, до 130 кг | Срібло |
| Чемпіонат світу з боротьби серед студентів 1998                      | Білорусь | греко-римська боротьба, до 130 кг | Срібло |
| Гран-прі Німеччини з боротьби 1998                                   | Білорусь | греко-римська боротьба, до 130 кг | Бронза |
| Олімпійський кваліфікаційний турнір з боротьби 2000 (Фаенца)         | Білорусь | греко-римська боротьба, до 130 кг | Золото |
| Олімпійський кваліфікаційний турнір з боротьби 2000 (Клермон-Ферран) | Білорусь | греко-римська боротьба, до 130 кг | 10     |
| Олімпійський кваліфікаційний турнір з боротьби 2000 (Ташкент)        | Білорусь | греко-римська боротьба, до 130 кг | 5      |
| Олімпійський кваліфікаційний турнір з боротьби 2000 (Александрія)    | Білорусь | греко-римська боротьба, до 130 кг | 6      |

### Виступи на змаганнях молодших вікових груп
| Змагання                                      | Збірна   | Вагова категорія                  | Місце  |
| --------------------------------------------- | -------- | --------------------------------- | ------ |
| Чемпіонат світу з боротьби серед юніорів 1994 | Білорусь | греко-римська боротьба, до 115 кг | Золото |
| Чемпіонат світу з боротьби серед молоді 1995  | Білорусь | греко-римська боротьба, до 130 кг | Золото |